# Agulla crotchi
Agulla crotchi is een kameelhalsvliegensoort uit de familie van de Raphidiidae. De soort komt voor in het zuidwesten van de Verenigde Staten.
De naam Agulla crotchi werd in 1924 gepubliceerd door Banks.